# دوغ شرايبر
دوغ شرايبر (بالإنجليزية: Doug Schreiber)‏ هو لاعب كرة قاعدة أمريكي، ولد في 25 أغسطس 1963 في لا بورت في الولايات المتحدة.